# سیهه‌کران
سیهه‌کران (به لاتین: Sihəkəran) یک منطقه مسکونی در جمهوری آذربایجان است که در شهرستان آستارا  واقع شده‌است.

## ریشه واژه
نام سیهه‌کران برگرفته از دو واژه تالشی سیهه به معنای سنگ و کران به معنای آبادی تشکیل شده و معنای کلی آن آبادی سنگی است.